# Carlos Alberto Contreras
Pour les articles homonymes, voir Contreras.
Pour le joueur de baseball, voir Carlos Contreras (baseball).
Contreras  Caño est un nom espagnol. Le premier nom de famille, en général paternel, est Contreras ; le second, en général maternel, souvent omis, est Caño.
Carlos Alberto Contreras Caño, né le 11 décembre 1973 à Manizales (département de Caldas), est un coureur cycliste colombien des années 1990 et 2000, professionnel de 1995 à 2003. 
Il a notamment remporté le Tour de Colombie en 1999 et une étape du Tour d'Italie 2001, qu'il a terminé à la huitième place du classement général.

## Équipes
- Professionnelles[1] : 
  - 1995 :  Kelme - Sureña - Avianca
  - 1996 :  Kelme - Artiach
  - 1997 :  Telecom - Flavia
  - 1998 :  Kelme - Costa Blanca
  - 1999 :  Kelme - Costa Blanca
  - 2000 :  Kelme - Costa Blanca
  - 2001 :  Selle Italia - Pacific
  - 2002 :  Colombia - Selle Italia
  - 2003 :  05 Orbitel

## Palmarès
- 1991
  - Vuelta del Porvenir de Colombia
- 1994
  - 3e de la Vuelta de la Juventud Colombia
- 1996
  - 14e étape du Tour de Colombie (contre-la-montre)
- 1997
  - 2e du championnat de Colombie du contre-la-montre
- 1999
  - Tour de Colombie :
    - Classement général
    - 9e étape
- 2001
  - 14e étape du Tour d'Italie
  - 8e du Tour d'Italie
- 2002
  - 3e de la Vuelta a Antioquia
- 2003
  - Vuelta a Antioquia :
    - Classement général
    - 1re étape

## Résultats sur lesgrands tours

### Tour de France
3 participations
- 1998 : Abandon lors de la 10e étape.
- 1999 : 19e du classement général.
- 2000 : Abandon lors de la 10e étape.

### Tour d'Espagne
1 participation
- 1997 : 15e du classement général.

### Tour d'Italie
2 participations
- 2001 : 8e du classement général et victoire dans la 14e étape.
- 2002 : Non partant au matin de la 3e étape.